# Acalypha capillipes
Acalypha capillipes är en törelväxtart som beskrevs av Johannes Müller Argoviensis. Acalypha capillipes ingår i släktet akalyfor, och familjen törelväxter. Inga underarter finns listade i Catalogue of Life.